# Histogram
Histogram je alat koji pomaže da se brzo uoči tip raspodele za uzorke koji sadrže veliki broj podataka. Izradi histograma prethodi: izračunavanje raspona populacije, određivanje intervala klasa, izrada tabela učestalosti, određivanje granica klasa, sračunavanje središta klasa i određivanje učestalosti prebrojavanjem uzorka. Na osnovu ovih podataka crta se histogram. Na osnovu izgleda histograma donose se zaključci o statističkoj prirodi populaciji.
Histogrami su dobro poznati iz matematičke statistike i imaju primenu u raznim oblastima planiranja u građevinarstvu (dinamički planovi angažovanja radne snage i finansijskih sredstava … ).

## Spoljašnje veze
-{
- Journey To Work and Place Of Work (location of census document cited in example)
- Smooth histogram for signals and images from a few samples Архивирано на веб-сајту  (7. јануар 2013)
- Histograms: Construction, Analysis and Understanding with external links and an application to particle Physics.
- A Method for Selecting the Bin Size of a Histogram Архивирано 2012-07-07 на сајту

}-